# Ван Дик, Карен
Карен Ван Дик (Karen Rhoads Van Dyck; род. 25 января 1961) — американский учёный. Доктор философии (1990), именной профессор Колумбийского университета.
Отмечена London Hellenic Prize (2016).
Окончила Уэслианский университет (бакалавр, 1980). В 1985 году по программе Фулбрайта получила степень магистра по греческому языку и литературе в греческом Университете Аристотеля в Салониках. В 1990 году получила степень доктора философии D.Phil по современной греческой литературе в Оксфордском университете. С 1988 года в Колумбийском университете: лектор, с 1991 года ассистент-, с 1996 года ассоциированный, с 2004 года полный профессор, ныне именной (Kimon A. Doukas Professor).
Публиковалась в Brooklyn Rail, Guardian, LARB, Poiitiki, Tender.
Вышла замуж в 1989 году.

## Книги
- Kassandra and the Censors (Cornell, 1998; Greek translation, Agra, 2002)
- The Rehearsal of Misunderstanding (Wesleyan, 1998)
- The Scattered Papers of Penelope (Anvil, 2008; Graywolf, 2009)
- Austerity Measures: The New Greek Poetry (Penguin, 2016; NYRB, 2017; Agra, 2017)
- co-edited anthology, The Greek Poets: Homer to the Present (Norton, 2009)